# Eufeminów
Eufeminów – wieś w Polsce położona w województwie łódzkim, w powiecie brzezińskim, w gminie Brzeziny.
Powstała w roku 1830, założona przez Jana Sucheckiego herbu Poraj, nazwa wsi powstała od imienia jego żony Eufemii z Chwalibogów herbu Strzemię. Wieś została wydzielona z majątku Bedoń. W zachowanym w Archiwum Państwowym w Łodzi akcie notarialnym (notariusz Janicki w Zgierzu 181/1830) można przeczytać: Jan Suchecki, mając na celu powiększenie dochodów dóbr wsi Bedonia, założył kolonię w tychże dobrach Bedoń Eufeminów zwaną...
W roku 1846 właścicielami Eufeminowa byli Jan Ignacy i Joanna Suchecka – dzieci Jana i Eufemii. Według wypisanej w 1846 roku Tabeli wykazującej uposażenia, obowiązki i powinności rolników po wsiach i miastach osiadłych – Eufeminów należał do gminy Bedoń, okręg zgierski, powiat Łęczycki, parafia Mileszki i Nowosolna. W Eufeminowie było w tym czasie 39 gospodarstw, wszyscy gospodarze płacili na szkołę elementarną wybudowaną we wsi, 25 było ewangelikami i opłacali utrzymanie pastora w Nowosolnej.
W Słowniku Geograficznym Królestwa Polskiego i innych krajów słowiańskich z roku 1881 można przeczytać:
Eufeminów, wieś i karczma do dóbr Bedoń należąca, pow. brzeziński, gm. Gałkówek, par. Mileszki. Liczy 32 domy, 320 mieszkańców, ziemi włościańskiej 500 mórg.
W latach 1975–1998 miejscowość administracyjnie należała do województwa skierniewickiego.
16 września 2006 r. w obecności około 100 osób odsłonięto w Eufeminowie kapliczkę poświęconą św. Eufemii oraz kamień z inskrypcją upamiętniającą powstanie wsi.

## Znani ludzie powiązani z wsią
- Stefan Gądzio
- Zbigniew Janeczek